# 60
60 (LX) var ett skottår som började en tisdag i den julianska kalendern.

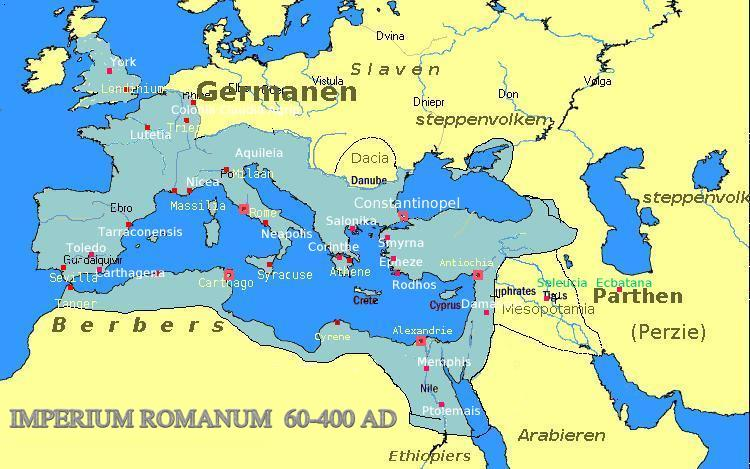
Karta över det romerska riket år 60.

## Händelser

### Okänt datum
- Boudicca plundrar London (omkring detta år).
- Rhoxolanerna besegras av romarna vid Donau.
- Vitellius blir (möjligen) prokonsul av Africa.
- Herodes Agrippa II blir härskare över nordöstra Judeen.
- Matteusevangeliet skrivs troligen någong gång mellan detta år och 65.
- Första Petrusbrevet skrivs troligen detta år.
- Aposteln Paulus reser till Rom, men lider skeppsbrott vid Malta. Han stannar på Malta i tre månader och omvänder den romerske guvernören Publius.
- Heron skriver Metrica, Mechanics och Pneumatics.

## Avlidna
- Domitius Afer, romersk orator
- Geminus (av Rhodos) (död omkring detta år)
- Petrus, en av Jesu lärjungar (officiellt årtal)